# Janne Leskinen
Janne Leskinen est un skieur alpin finlandais né le 24 juillet 1971 à Kuopio.

## Coupe du Monde
- Meilleur classement final: 65e en 1996.
- Meilleur résultat: 4e.